# Арне Томс
Арне Томс (нім. Arne Thoms; нар. 1 січня 1971) — колишній німецький тенісист.
Найвищу одиночну позицію світового рейтингу — 98 місце досяг 18 травня 1992, парну — 169 місце — 5 липня 1993 року.
Найвищим досягненням на турнірах Великого шолома було 2 коло в одиночному розряді.

## Титули на челленджерах

### Одиночний розряд: (4)
| Ранг | Рік  | Турнір                | Покриття | Суперник          | Рахунок       |
| ---- | ---- | --------------------- | -------- | ----------------- | ------------- |
| 1.   | 1991 | Мюнхен, Німеччина     | Килим    | Маркус Неві       | 4–6, 6–3, 6–4 |
| 2.   | 1994 | Єрусалим, Ізраїль     | Тверде   | Філіп Девулф      | 4–6, 6–1, 6–4 |
| 3.   | 1996 | Ноймюнстер, Німеччина | Килим    | Джефф Салзенстейн | 6–4, 6–4      |
| 4.   | 1997 | Ліппштадт, Німеччина  | Килим    | Дірк Діер         | 7–6, 6–3      |

### Парний розряд: (6)
| Ранг | Рік  | Турнір                | Покриття | Партнер         | Суперники                      | Рахунок       |
| ---- | ---- | --------------------- | -------- | --------------- | ------------------------------ | ------------- |
| 1.   | 1991 | Брест (Франція)       | Тверде   | Ларс Кословскі  | Патрік Кюнен Александр Мронц   | 6–2, 1–6, 6–3 |
| 2.   | 1992 | Дублін, Ірландія      | Тверде   | Сандер Гройн    | Дуґлас Ґайвальд Роббі Куніґ    | 5–7, 6–4, 6–3 |
| 3.   | 1992 | Мюнхен, Німеччина     | Килим    | Сандер Гройн    | Маркос Ондруска Грант Стеффорд | 6–4, 7–6      |
| 4.   | 1993 | Мюнхен, Німеччина     | Килим    | Сандер Гройн    | Джон Айрленд Джон Янсі         | 6–3, 6–3      |
| 5.   | 1994 | Ліппштадт, Німеччина  | Килим    | Александр Мронц | Брент Гейгарт Маріус Барнард   | 6–2, 6–4      |
| 6.   | 1996 | Вольфсбург, Німеччина | Килим    | Дірк Діер       | Джим П'ю Йост Віннінк          | 6–4, 6–4      |